# Cam Spencer
Cameron Spencer, detto Cam (Davidsonville, 6 aprile 2000), è un cestista statunitense, professionista nella NBA con i Memphis Grizzlies.

## Statistiche
| † | Denota le stagioni in cui ha vinto il titolo |

### NCAA
| Anno       | Squadra            | PG  | PT  | MP   | TC%  | 3P%  | TL%  | RP  | AP  | PRP | SP  | PP   |
| ---------- | ------------------ | --- | --- | ---- | ---- | ---- | ---- | --- | --- | --- | --- | ---- |
| 2019-2020  | Loyola Greyhounds  | 23  | 9   | 28,0 | 49,1 | 43,6 | 85,7 | 3,4 | 3,1 | 0,3 | 0,0 | 10,0 |
| 2020-2021  | Loyola Greyhounds  | 5   | 3   | 25,6 | 42,5 | 46,7 | 76,9 | 4,4 | 3,0 | 1,0 | 0,2 | 10,2 |
| 2021-2022  | Loyola Greyhounds  | 30  | 30  | 36,9 | 46,8 | 35,3 | 85,8 | 4,8 | 3,2 | 2,3 | 0,2 | 18,9 |
| 2022-2023  | Rutgers S. Knights | 34  | 34  | 31,5 | 44,4 | 43,4 | 89,4 | 3,8 | 3,1 | 2,0 | 0,1 | 13,2 |
| 2023-2024† | UConn Huskies      | 40  | 40  | 33,0 | 48,4 | 44,0 | 91,1 | 4,9 | 3,6 | 1,5 | 0,3 | 14,3 |
| Carriera   | Carriera           | 132 | 116 | 32,3 | 46,8 | 41,7 | 87,8 | 4,3 | 3,3 | 1,6 | 0,2 | 14,2 |

### NBA

#### Regular Season
| Anno      | Squadra           | PG | PT | MP   | TC%  | 3P%  | TL% | RP  | AP  | PRP | SP  | PP  |
| --------- | ----------------- | -- | -- | ---- | ---- | ---- | --- | --- | --- | --- | --- | --- |
| 2024-2025 | Memphis Grizzlies | 25 | 1  | 10,1 | 41,5 | 35,8 | 100 | 1,2 | 1,4 | 0,4 | 0,0 | 4,2 |
| Carriera  | Carriera          | 25 | 1  | 10,1 | 41,5 | 35,8 | 100 | 1,2 | 1,4 | 0,4 | 0,0 | 4,2 |

### G League
| Anno      | Squadra        | PG | PT | MP   | TC%  | 3P%  | TL%  | RP  | AP  | PRP | SP  | PP   |
| --------- | -------------- | -- | -- | ---- | ---- | ---- | ---- | --- | --- | --- | --- | ---- |
| 2024-2025 | Memphis Hustle | 8  | 8  | 32,2 | 53,8 | 49,3 | 76,5 | 3,6 | 3,5 | 1,1 | 0,3 | 23,5 |
| Carriera  | Carriera       | 8  | 8  | 32,2 | 53,8 | 49,3 | 76,5 | 3,6 | 3,5 | 1,1 | 0,3 | 23,5 |

## Palmarès
- Campionato NCAA Division I: 1

UConn Huskies: 2024